# 鴻 (鴻型水雷艇)
|          | |
| 艦歴     | |
| 発注     | 昭和9年度計画（②計画） |
| 起工     | 1934年11月8日 舞鶴海軍工廠にて                                                                                              |
| 進水     | 1935年4月25日 |
| 就役     | 1936年10月10日 |
| その後   | 1944年6月12日 戦没 |
| 除籍     | 1944年7月18日 |
| 性能諸元 | |
| 排水量   | 基準：840英トン 公試：960トン                                                                                               |
| 全長     | 88.50m |
| 全幅     | 8.18m |
| 吃水     | 2.76m |
| 機関     | ロ号艦本式缶2基 艦本式タービン2基 2軸、19,000馬力                                                                           |
| 速力     | 30.5ノット |
| 航続距離 | 14ノットで4,000海里 |
| 燃料     | 重油：245トン |
| 乗員     | 129名 |
| 兵装     | 45口径十一年式12cm単装砲3門 53cm3連装魚雷発射管1基3門 （六年式魚雷3本） 40mm機銃1挺（雉、鷺、鳩は毘式） （雁は25mm機銃1挺） |

鴻（おおとり）は、日本海軍の水雷艇。鴻型水雷艇のネームシップ。同名艦に1904年6月4日に竣工した隼型水雷艇の15番艦「鴻」がある。

## 艦歴
1934年11月8日に舞鶴海軍工廠にて起工され、1935年4月25日に進水し、1936年10月10日に竣工した。
1937年より日中戦争での任務として、揚子江付近で作戦に従事した。1941年12月より太平洋戦争に参加し、主に船団の護衛および警備任務に従事した。その後1942年10月には更に南方に進出する。
1943年12月20日、トラックからラバウルへ向かう第1182船団護衛中、「常島丸」を沈めたアメリカ潜水艦「ガトー」に対して「第28号駆潜艇」とともに爆雷攻撃を行い被害を与えた。
1944年6月12日、第4611船団旗艦としてサイパン島から出航したが、同島北方にて敵艦上機の攻撃を受け沈没した。
同年7月18日、除籍。

## 水雷艇長
艤装員長
- 塚本守太郎 大尉：1935年10月21日[2] - 1936年8月1日[3]

水雷艇長
- 塚本守太郎 少佐：1936年8月1日[3] - 1937年6月1日[4]
- 作間英邇 大尉：1937年6月1日[4] - 1938年5月10日[5]
- 皆川延利 少佐：1938年5月10日[5] - 1938年12月15日[6]
- 坂元常男 少佐：1938年12月15日[6] - 1939年11月15日[7]
- 寺内三郎 少佐：1939年11月15日[7] - 1940年10月15日[8]
- 桑原新兵衛 大尉：1940年10月15日[9] - 1941年9月10日[10]
- 古谷卓夫 大尉：1941年9月10日[10] -